# Fujiwara no Kinshi (Go-Shirakawa)
Fujiwara no Kinshi (1134 – 12 septembre 1209) est une impératrice consort du Japon. Elle est la consort de l'empereur Go-Shirakawa.

## Source de la traduction
- (en) Cet article est partiellement ou en totalité issu de l’article de Wikipédia en anglais intitulé « Fujiwara no Kinshi (Go-Shirakawa) » (voir la liste des auteurs).